# La Cirera (Llorac)
La Cirera és un nucli de població al centre del terme municipal de Llorac, a la Conca de Barberà. És a 750 metres d'altura i s'hi arriba per una carretera veïnal que enllaça amb els pobles de Santa Coloma de Queralt i Ciutadilla. Es formà al voltant d'un turó on estava ubicat el castell de la Cirera, ja documentat en el segle xii. En el segle xiv pertanyia a la família Alenyà de Montblanc, mentre que en el segle xvii costava com a baronia de Dalmau d'Ivorra. L'església de Santa Maria de la Cirera és d'arquitectura gòtica.